# McDermott Derrick Barge No. 50 (schip, 1988)
De McDermott DB 50 is een kraanschip dat in 1988 bij de voormalige J.L. Thompson-werf van North East Shipbuilders Limited (NESL) in 
Sunderland voor ITM Offshore werd gebouwd. Het was het laatste schip dat opgeleverd werd op de werf aan de North Sands voordat het faillissement aan werd gevraagd.
ITM had geen offshore-ervaring en beperkte middelen, waardoor het nog tijdens de bouw overgenomen moest worden door het moederbedrijf van de werf, British Shipbuilders, die het vervolgens overdeed aan McDermott. Zo veranderde de naam van het schip van ITM Challenger kort na de tewaterlating in Challenger, om uiteindelijk in de vaart te komen als McDermott Derrick Barge No. 50.
Het werd uitgerust met een Clyde Model 80 kraan van 4400 shortton. Het kreeg ook een dynamisch positioneringssysteem en daarnaast een achtpunts-ankersysteem.